# Параклис Светог Јована Златоустог на Новом Београду
 Параклис Светог Јована Златоустог налази се у оквиру Студентског града на Новом Београду, а припада Београдско-карловачкој архиепископији.

## Опште информације
Црква светог Јована Златоустог смештена је у четвртом блоку Студентског града на месту где се раније налазила ТВ сала, а иницијатори градње били су инспирисани универзитетима у Русији који имају цркве у оквиру образовних објеката.
Светогорска омладина Студентског града и Савез студената покренули су иницијативу за оснивање цркве. Они су тражили простор две године и на крају су одлучили да то буде на месту у којем је у том тренутку боравило 4.500 студената. Управа им је изашла у сусрет и уступила две просторије од којих су у једној, на простору од 60 квадратних метара, смештена кандила, иконе, горионик за свеће са иконом Јована Златоустог на средини.
У другој просторији смештене су канцеларије у којима се одржавају предавања и прича се о православљу
Свештеници Александар Ђаковац и Вукашин Милићевић постављени су приликом оснивања цркве у октобру 2007. године благословом патријарха Павла да служе литургије и исповедају у овој цркви.
Српска православна црква, која је помогла и подизање цркве у Студентском граду, посебно је желела, истиче свештеник Ђаковац, да верско здање буде отворено у студентском дому где живе студенти који нису из Београда.